# Quercus mohriana
Espèce
Classification phylogénétique
Répartition géographique
Statut de conservation UICN

 LC  : Préoccupation mineure
Quercus mohriana, de nom commun Chêne de Mohr, est une espèce d'arbustes nord-américains de la famille des Fagaceae et du genre Quercus (Chênes).

## Description
Le chêne de Mohr peut être un petit arbre atteignant six mètres de haut ou un grand arbuste formant un fourré. L'écorce est brun clair, rugueuse et profondément sillonnée. Les rameaux sont jaunâtres ou blanchâtres, avec de courts poils veloutés, devenant lisses avec l'âge. Les bourgeons sont brun-rouge foncé, peu couverts de poils. Les feuilles sont brillantes, coriaces, bleu-gris foncé et densément couvertes de poils gris clair en dessous. Elles ont des marges entières et sont parfois denticulées. L'inflorescence, qui apparaît au printemps, est rougeâtre. Il existe des chatons femelles avec une à trois fleurs et des chatons mâles avec de nombreuses fleurs. Les cupules des glands sont profondes et les glands poussent seuls ou par paires et sont brun clair, largement ovoïdes avec un sommet arrondi.

## Répartition

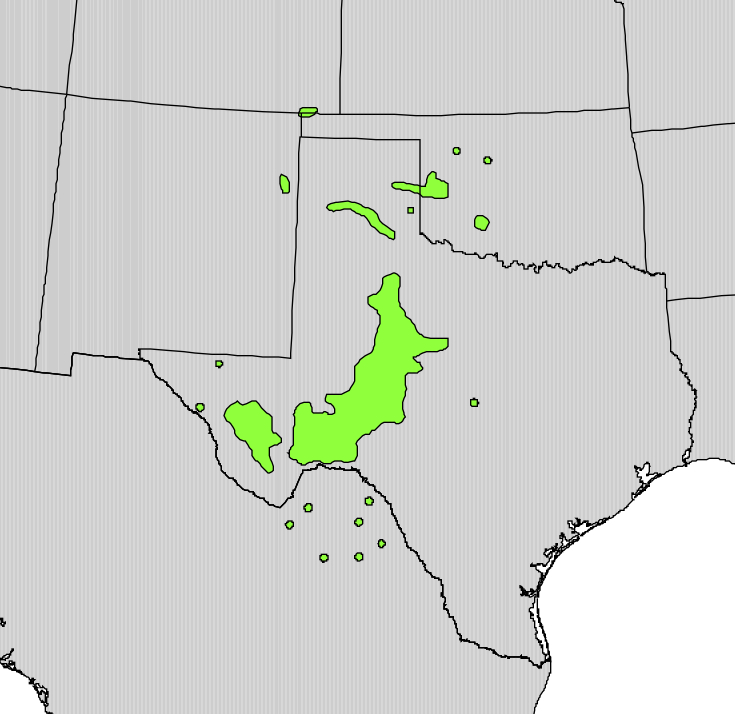
Aire de répartition de Quercus mohriana.

Le chêne de Mohr est abondant dans l'ouest du Texas. Il pousse également en Oklahoma, au Nouveau-Mexique et dans le Coahuila.

## Taxonomie
Le Quercus mohriana s'hybride avec Quercus havardii.
L'épithète est un hommage au botaniste Charles Theodor Mohr (en).

## Écologie
Quercus mohriana privilégie les pentes calcaires sèches ou calcaires à une hauteur comprise entre 600 et 2 500 m d'altitude, dans le chaparral et la savane désertique. Il prospère dans les régions qui reçoivent moins de 63 cm de précipitations annuelles.
Il grandit en association avec Cercocarpus montanus, Ceanothus greggii (en), Quercus pungens, Juniperus monosperma, Cylindropuntia imbricata, Opuntia phaeacantha, Ungnadia speciosa, Diospyros texana, Erioneuron pilosum (sv) et Quercus fusiformis.